# Zaboravljeni slučaj
Zaboravljeni slučaj (eng. Cold Case) američka je kriminalistička serija televizije CBS, koja se u Hrvatskoj prikazuje na RTL Televiziji.

## Kratki sadržaj
Radnja Zaboravljenog slučaja se odvija u policijskoj postaji u Pennsylvaniji. Glavni je lik detektivka Lilly Rush (Kathryn Morris). Ostali likovi serije su:
- detektiv Scotty Valens (Danny Pino)
- poručnik John Stillman (John Finn)
- detektiv Will Jeffries (Thom Barry)
- detektiv Nick Vera (Jeremy Ratchford)
- detektivka Kat Miller (Tracie Thoms)
- detektiv Chris Lassing (Justin Chambers)
- detektivka Josie Sutton (Sarah Brown)

## Vanjske poveznice
- Zaboravljeni slučaj u internetskoj bazi filmova IMDb-a